# 万鸦老战役
万鸦老战役是第二次世界大战中太平洋战场荷属东印度战区的一场战役。日军试图通过荷属东印度东部进军澳大利亚，战役于1942年1月11至13日在西里伯斯岛米纳哈萨半岛北部的万鸦老地区打响，结果日本战胜，成功占领万鸦老、肯达里等地区。

## 万鸦老的防御

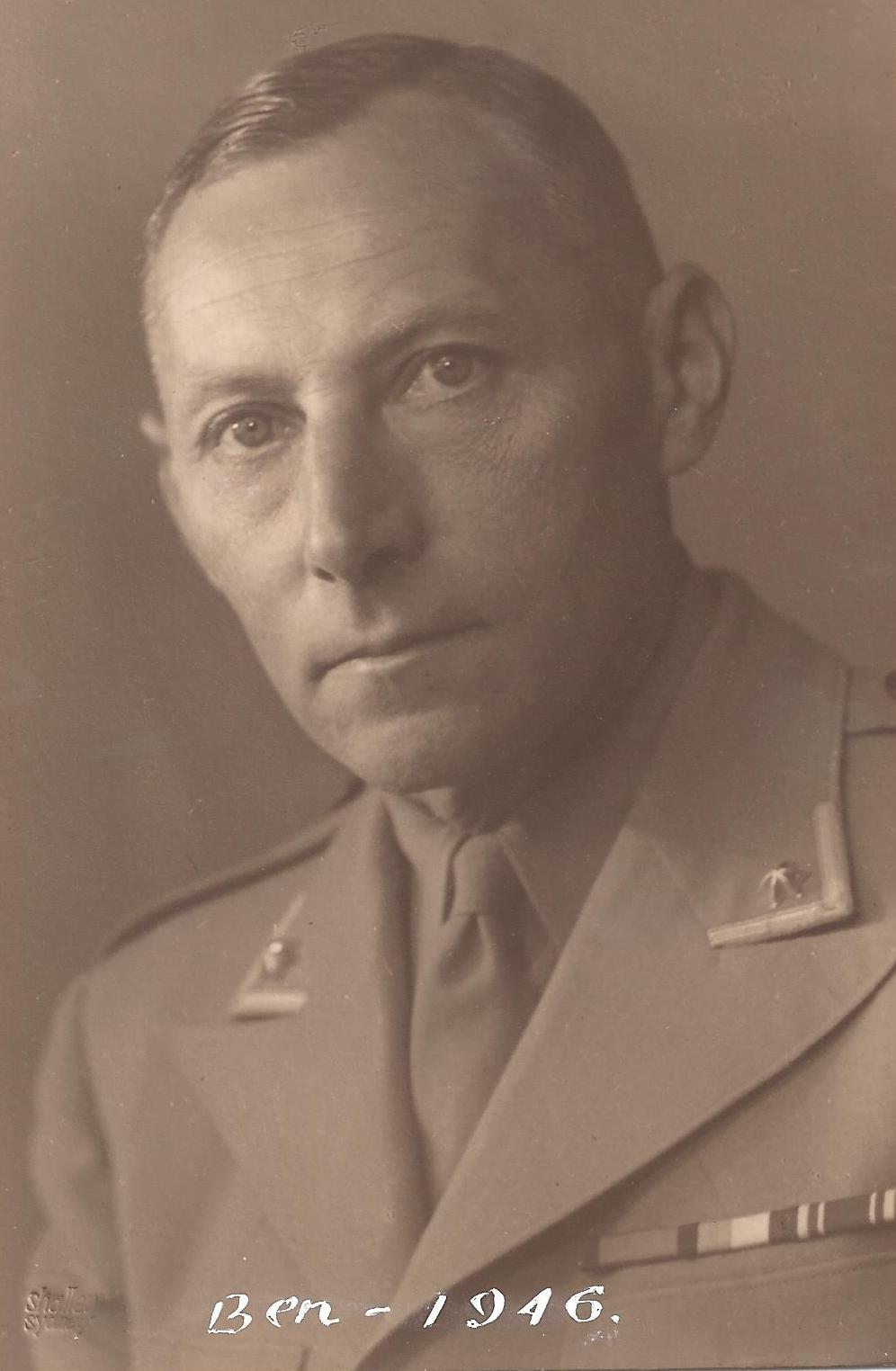
1945年9月B.F.A. Schillmöller少校从日军战俘营被释放后在澳大利亚悉尼拍摄的照片

在万鸦老地区的荷兰军队共有约1,500名士兵，隶属于B.F.A Schillmöller少校麾下。
- 万鸦老连：一个当地军事单位，拥有188名士兵。该连配有两到三台维克斯机枪，由W.F.J. Kroon上尉指挥。
- 机动队（Mobiele Colonne）：这个机动单位有45名士兵，由A.J. ter Voert军士长指挥，用来对抗日本伞兵。
- 后备老兵队（Reserve Korps Oud Militairen）：这个单位由五个荷属东印度皇家军（英语：Royal Netherlands East Indies Army）连的退休老兵组成，平均年龄超过50岁，由W.C. van den Berg上尉指挥。
- Kort Verband Compagnie：共9个小队[注 1]，由J.D.W.T. Abbink上尉指挥。
- 欧洲民兵和后备连（Europese Militie en Landstorm Compagnie）：大约有200名民兵，但是训练不足，由F. Masselink第一中尉指挥。
- 万鸦老民兵连（Menadonese Militie Compagnie）：约400人的当地部队，由J.H.A.L.C. de Swert上尉指挥。
- 城市卫队（Stadswacht）：约100由老狩猎步枪武装的士兵，由M.A. Nolthenius de Man第一中尉指挥。
- 两门Lang 35 1902型炮（75 mm（2.95英寸））。
- 三门非常旧的舰炮（37 mm（1.46英寸）），放在卡车上，用来守御通达诺湖。

由于力量有限，B.F.A Schillmöller少校不得不集中守卫万鸦老和朗戈万的机场以及万鸦老和塔苏卡（Tasoeka）的海军基地。

## 日本军队和计划
日军的主要舰队在高桥伊望中將的指挥下发动了对荷属东印度的袭击，并打算在万鸦老、肯达里、安汶、望加锡、帝汶岛和巴厘岛等地登陆。大日本帝国海军计划使用佐世保联合登陆部队和横须贺第一海军特种陆战队作为伞兵部队。

### 佐世保联合登陆部队
佐世保联合登陆部队有约2,500名士兵，由森邦三上尉指挥。由佐世保第一和第二海军特种陆战队临时编成，拥有一个连的九五式轻型坦克。佐世保联合登陆部队计划于1942年1月9日离开达沃，1月11日袭击万鸦老。佐世保第一海军特种陆战队在万鸦老两侧的米纳哈萨半岛海岸登陆的并占领万鸦老，然后第二天向卡卡斯推进。佐世保第二海军特种陆战队将在万鸦老东南半岛另一侧的克马登陆，之后前往卡卡斯和通达诺湖。

### 横须贺第一海军特种陆战队

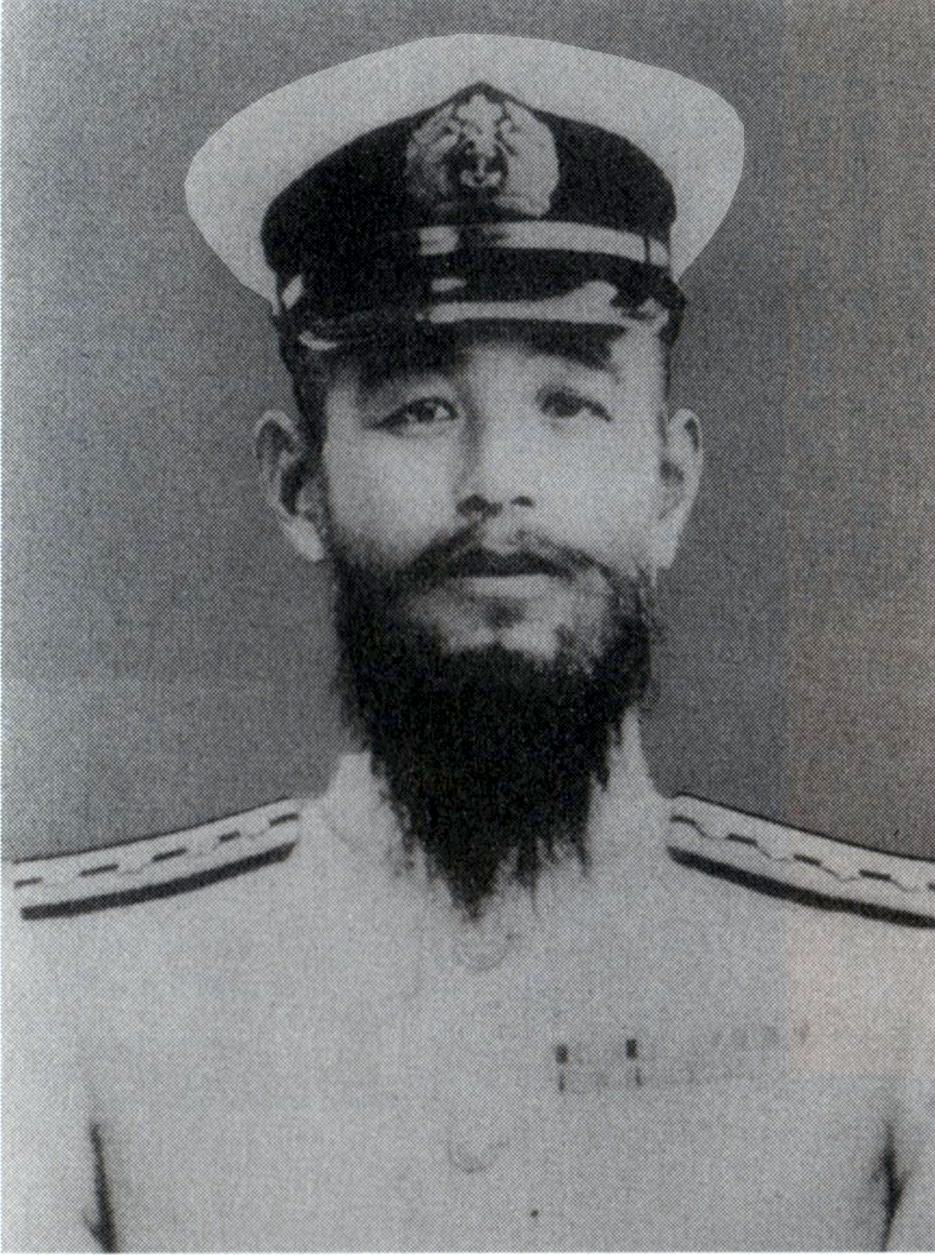
堀内丰秋

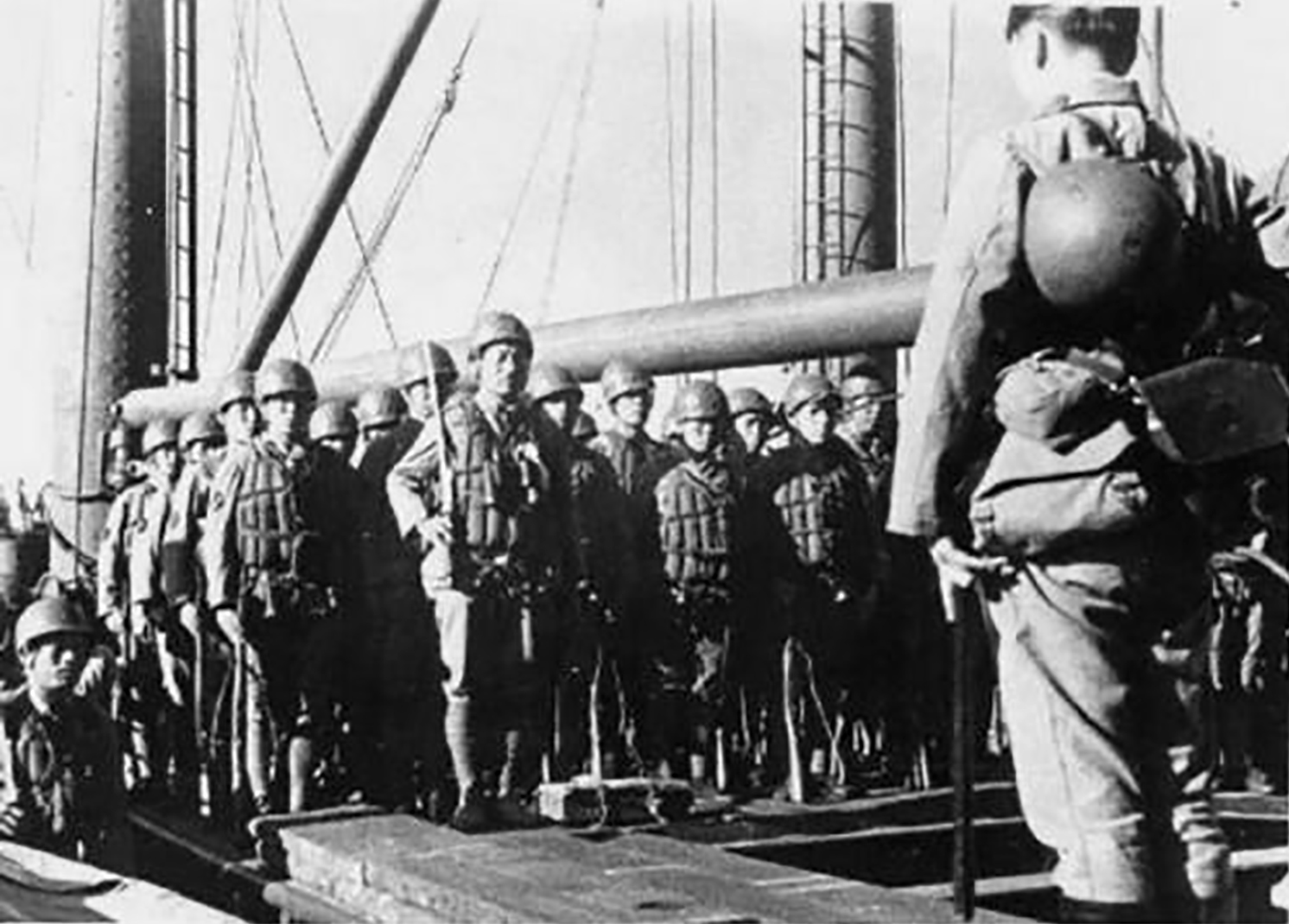
在船上的日本海军特种陆战队

横须贺第一海军特种陆战队是堀内丰秋指挥下的一个伞兵部队。该部队将从菲律宾的达沃飞行610 km（380 mi），空降在朗戈万并占领机场。第一空降组计划于1月11日09:30降落，包括334名士兵，组成一个指挥队（44人）、一个信号队（14人）和两个步枪连（分别有139人和137人）。第一连将攻占朗戈万，同时第二连占领卡卡斯的水上飞机基地。
第二空降组由第三连组成，将于1月12日作为增援部队空降在朗戈万机场。21名士兵将于11日脱离本队，乘两架九七式飞行艇降落在通达诺湖。这个小队包括一个反坦克小组（共10人，配备有37mm反坦克炮）和一个医疗小组（11人）。
横须贺第一海军特种陆战队的九六式运输机运输两个连队间的飞行间隔为1,500米（4,900英尺），第1、2连配有10架运输机，第3连配有8架运输机。每架运输机载有12名伞兵和7个集装箱，空降行动将在150米（490英尺）高、飞行速度190 km/h的条件下进行。

### 海军
大日本帝国海军舰队由田中賴三少将指挥：
- 第二驱逐舰区舰队
  - 神通号轻巡洋舰（旗舰）
  - 第八驱逐舰部舰队（第一组）：大潮号驱逐舰（日语：大潮 (駆逐艦)）、朝潮号驱逐舰（日语：朝潮 (朝潮型駆逐艦)）
  - 第十五驱逐舰部舰队：夏潮号驱逐舰、黑潮号驱逐舰、亲潮号驱逐舰、早潮号驱逐舰
  - 第十六驱逐舰部舰队：雪风号驱逐舰、时津风号驱逐舰、初风号驱逐舰、天津风号驱逐舰

大日本帝国海军航空队由藤田仁太郎少将（Ruitaro Fujita）指挥：
- 第十一水上飞机总队
  - 千岁号水上飞机母舰
  - 瑞穗号水上飞机母舰
  - “P 39”号巡逻艇

基地部队由久保久二少将（Kyuji Kubo）指挥：
- 第一基地部队
  - 长良号轻巡洋舰（旗舰）
  - “P 1”、“P 2”、“P 34”号巡逻艇
- 第二十一扫雷总队
  - “W 7”、“W 8”、“W 9”、“W 11”、“W 12”号扫雷艇
- 第一猎潜舰总队
  - “Ch 1”、“Ch 2”、“Ch 3”号猎潜舰

掩护部队由高木武雄少将指挥：
- 第五巡洋舰中队
  - 那智号重巡洋舰（旗舰）、羽黑号重巡洋舰、妙高号重巡洋舰
- 第六驱逐舰总队（第二组）
  - 雷号驱逐舰、电号驱逐舰

## 登陆万鸦老

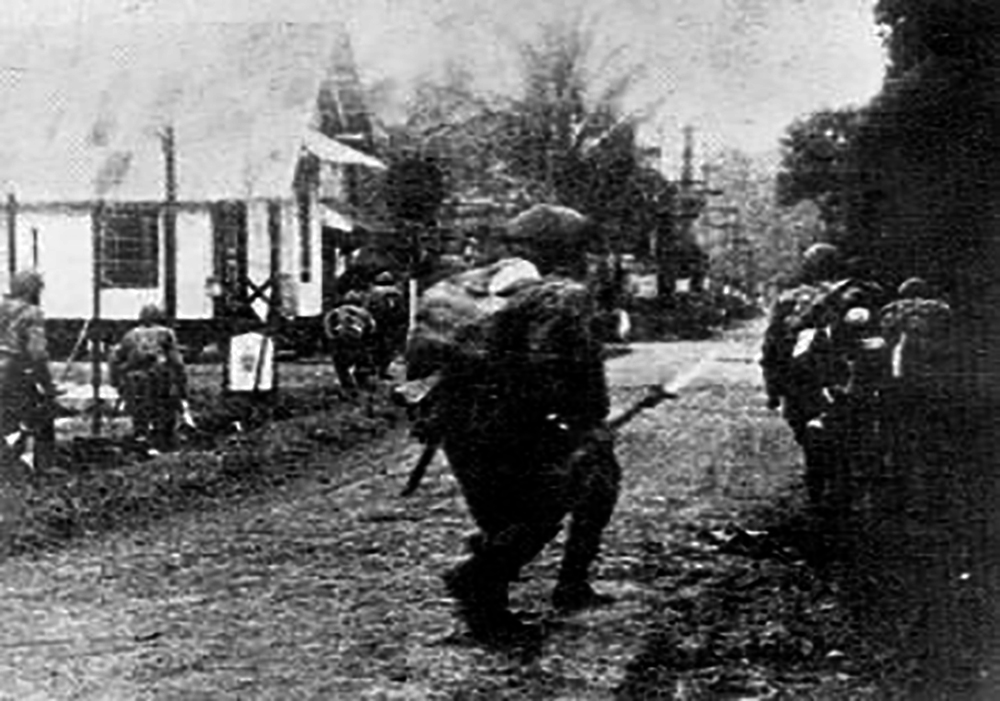
在万鸦老的日军

由W.F.J. Kroon上尉指挥、共188名士兵组成的“万鸦老连”和由F. Masselink第一中尉指挥、共200名民兵组成的“欧洲民兵和后备连”不能阻止1942年1月11日04:00数千日军的登陆行动。最初，当防御失败时他们被命令撤退到内陆8 km（5.0 mi）处的Tinoör要塞。经过一些零星战斗后，万鸦老连不得不移动到科哈。Tinoör要塞则被W.C. van den Berg上尉指挥的后备老兵队和由F. Masselink第一中尉指挥的欧洲民兵和后备连守卫。Tinoör要塞的战斗延续到15:00，当荷军弹药用尽不得不撤退到卡卡斯卡森时方才结束。

## 登陆克马
W.C. van den Berg上尉指挥的后备老兵队负责克马的防御，他令两个小队沿着海岸展开防线，一个小队放置在指挥所埃尔马迪迪。连队的剩余力量则安排在防御马旁莪机场、利库庞和比通。
日军在克马的登陆开始于1月11日的03:00，行动迅速结束。日军的运输船也很快离开了这一地区。当W.C. van den Berg上尉听到日军登陆的消息，他立即下令他的部队在埃尔马迪迪重新集结。09:00时，第一批日军抵达埃尔马迪迪，包括三辆坦克，W.C. van den Berg上尉试图用少量部队阻止日军前进，最终他不得不从埃尔马迪迪撤出并计划展开游击战，但是由于本地部队的逃兵率高，使得他放弃了这个计划。

## 空降攻击

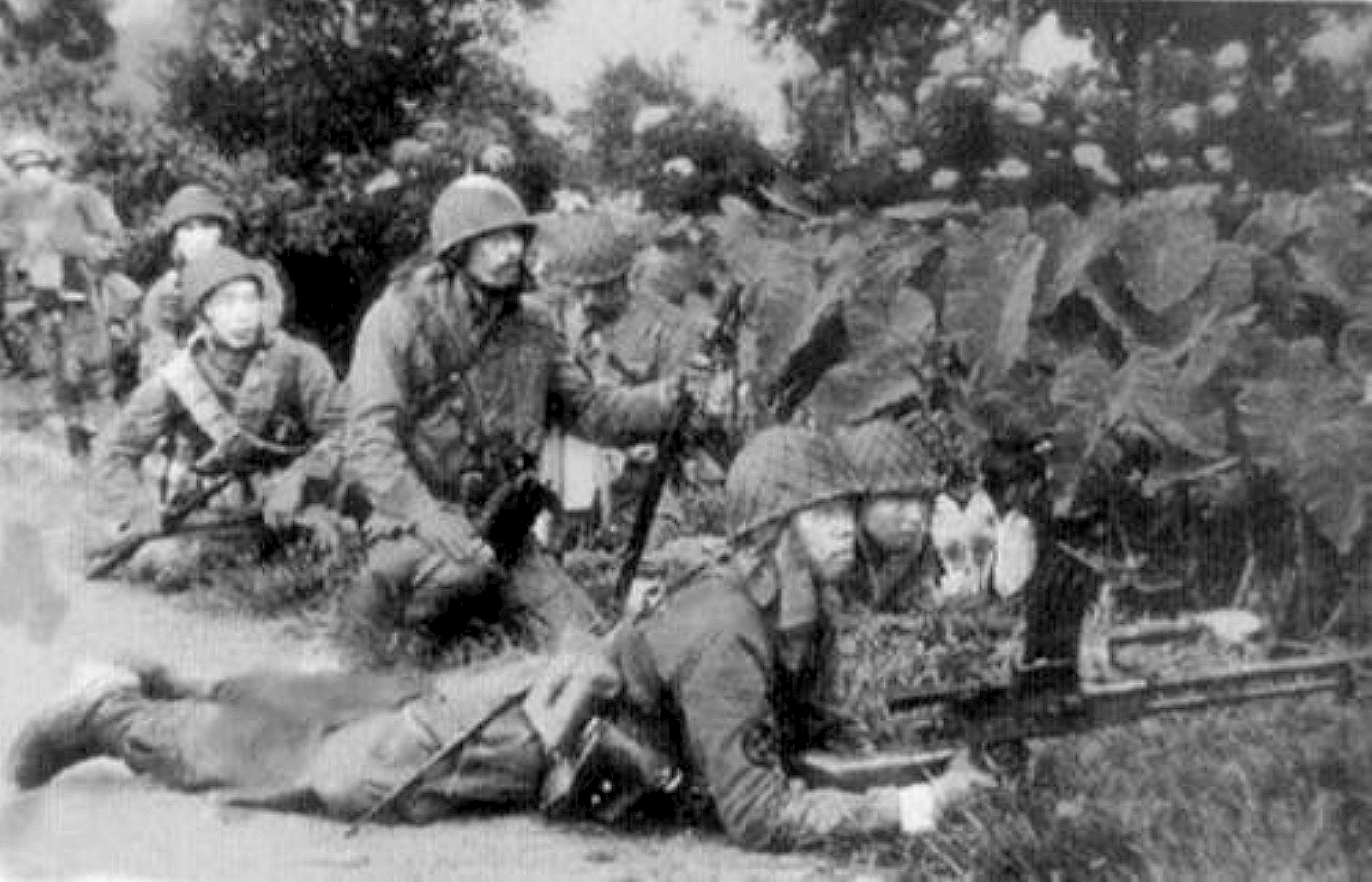
日军伞兵在朗戈万机场攻击荷军

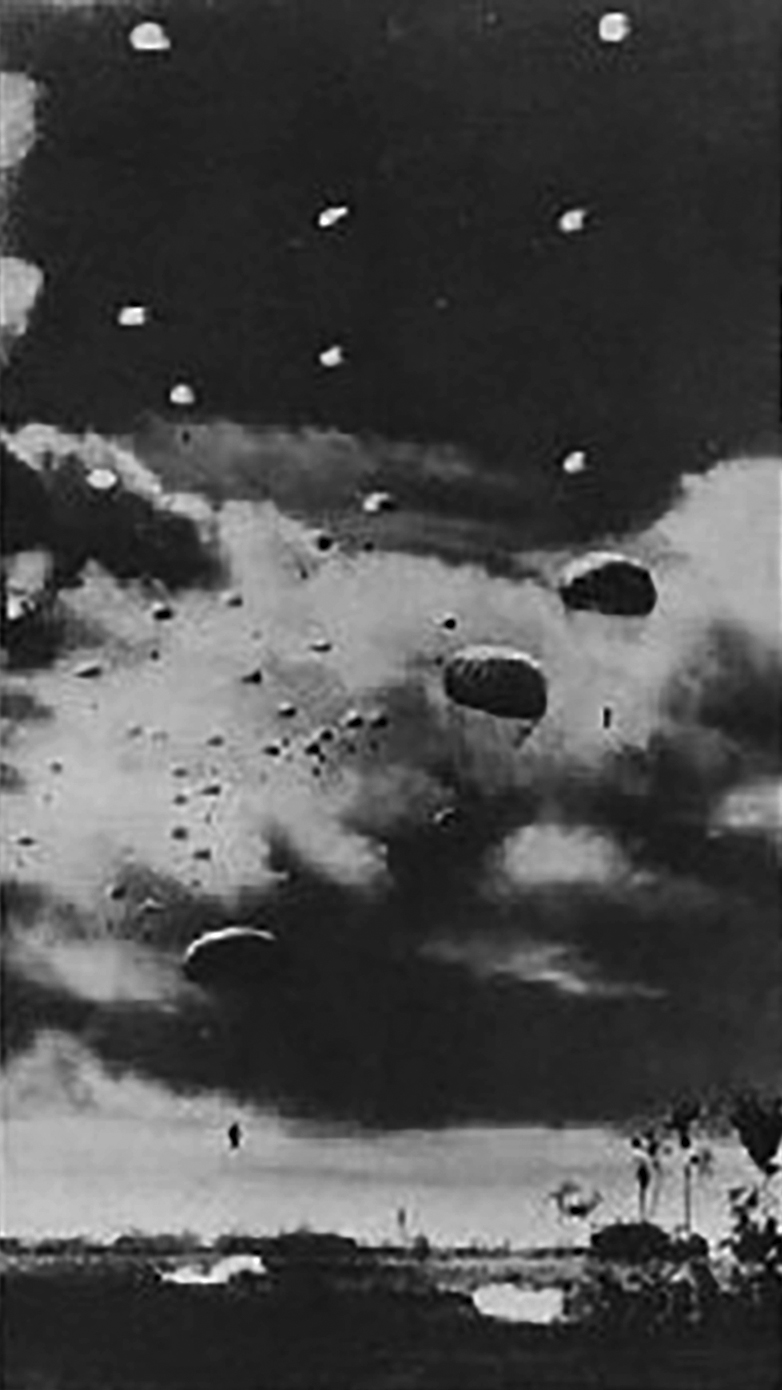
日军伞兵空降朗戈万机场

通达诺湖和朗戈万机场的防御也是由W.C. van den Berg上尉麾下的部队负责。卡卡斯是通达诺湖畔的一个小镇，机场原本由J.G. Wielinga第一中尉统率的41个小队负责防御。该单位拥有一辆装甲车加强防御。J.G. Wielinga第一中尉将他的指挥所设在朗戈万，他在那里留了11个小队作为备用。其余部队和装甲车则放置在机场，由H.J. Robbemond军士长指挥。
1月12日09:00过后不久，334名日本伞兵空降在机场附近。得到日军空降的消息后，W.C. van den Berg上尉命令剩下的两辆装甲车开往机场。虽然日本士兵伤亡惨重，他们还是成功占据了朗戈万机场。由于承受了重大损失，日军展开了大量的杀俘举动。知道战斗失败后，W.C. van den Berg上尉带领残余部队撤退到更为内陆的地区，开始游击战。

## 游击战

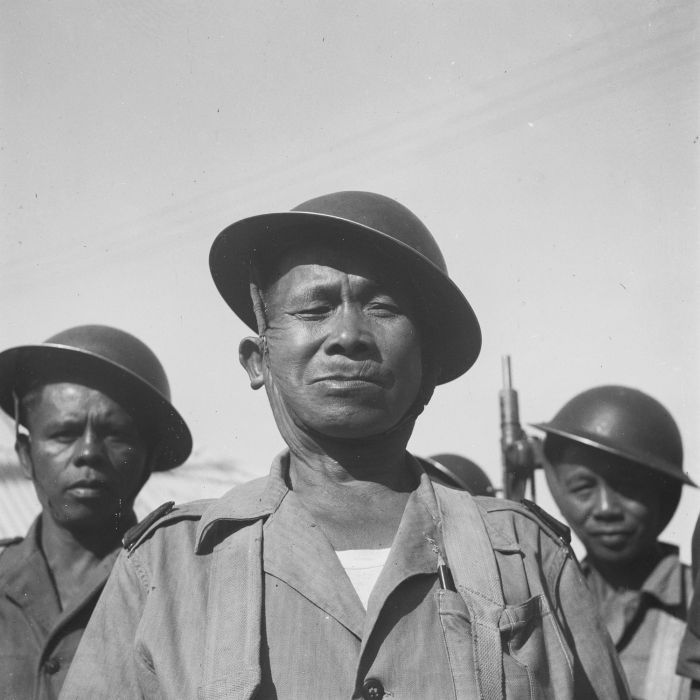
米纳哈萨预备役部队

剩余的荷属东印度皇家军部队试图与侵入的日军开始游击战，W.F.J. Kroon上尉组织了“万鸦老连”剩下的约50名士兵向肯贝斯（Kembes）撤退，希望从这里组织展开游击战。到达肯贝斯时，部队中只有9名逃兵离开，但是小队被日军俘获。除了W.F.J. Kroon本人外，其他所有欧洲人员都于1月16日在朗戈万被处决。
来自E连的Maliëzer军士长不愿投降，与他率领的15人组成游击队继续抵抗。2月8日，他们在Kanejan袭击了一个日军小队，战斗整整持续了一天，日本的反击失败。愤怒的日军在附近焚烧村庄并杀死了5名村民（其中包括2名妇女）。2月12日，更强大的日军部队前来俘获了Maliëzer军士长率领的小队，Maliëzer军士长和他率领的12名士兵在朗戈万被处死。
2月20日，W.C. van den Berg上尉和他的部队被俘。他率领的后备老兵队多次袭击日本部队，造成重大伤亡。出于对高龄战士和拼搏精神的尊重，日军指挥官并未处死他们。

## 占领肯达里
肯达里是西里伯斯岛东南的一个小镇，面朝班达海和马鲁古海。肯达里对日军来说是一个极为重要的战略要地，因为从这里起飞的轰炸机可以用于阻断澳大利亚和荷属东印度之间的海上交通、攻击泗水和古邦等城市，而泗水则是荷兰在荷属东印度地区的主要海军基地。
占据万鸦老后，1942年1月23和24日晚，日军佐世保联合登陆部队向南突进，在肯达里以北登陆，迅速占领了肯达里机场。1月24日晚，肯达里被完全占领。由F.B. van Straalen上尉率领的400名荷属东印度皇家军士兵几乎全被日军俘获。
肯达里的机场成为日本第21航空兵营的基地，1942年2月19日发生的达尔文空袭，日军轰炸机就是从肯达里机场起飞。在肯达里稍南的斯塔林湾，日军建立了一个海军基地，成为这一地区重要的加油检查站。

## 脚注
1. ↑  每个小队是一个独立的行动单位，通常有15-18人

## 资料来源
1. 1 2  L, Klemen. . Forgotten Campaign: The Dutch East Indies Campaign 1941–1942. 1999–2000  [2017-09-24]. （原始内容存档于2011-07-26）.
2. ↑   Ben Schillmoller photo courtesy Schillmoller family
3. 1 2 3 4 5 6  L, Klemen. . Forgotten Campaign: The Dutch East Indies Campaign 1941–1942. 1999–2000  [2017-09-24]. （原始内容存档于2018-01-12）.
4. 1 2  Donaldson, Graham. . Forgotten Campaign: The Dutch East Indies Campaign 1941–1942. 1999–2000  [2017-09-24]. （原始内容存档于2015-07-08）.
5. ↑  Yaklitch, Mike; Alsleben, Allan; Takizawa, Akira. . Forgotten Campaign: The Dutch East Indies Campaign 1941–1942. 1999–2000.[永久]
6. ↑  L, Klemen. . Forgotten Campaign: The Dutch East Indies Campaign 1941–1942.   [2017-09-24]. （原始内容存档于2011-07-26）.
7. ↑  L, Klemen. . Forgotten Campaign: The Dutch East Indies Campaign 1941–1942.[永久]
8. ↑  L, Klemen. . Forgotten Campaign: The Dutch East Indies Campaign 1941–1942. 1999–2000  [2017-09-24]. （原始内容存档于2017-09-23）.
9. ↑  L, Klemen. . Forgotten Campaign: The Dutch East Indies Campaign 1941–1942. 1999–2000  [2017-09-24]. （原始内容存档于2015-07-08）.
10. ↑  afnuyt. . Overvalwagens! - Kaleidoscope of military vehicles of the Dutch East and West Indies before 1945.   [2017-09-24]. （原始内容存档于2011-11-27）.
11. 1 2  L, Klemen. . Forgotten Campaign: The Dutch East Indies Campaign 1941–1942. 1999–2000  [2017-09-24]. （原始内容存档于2017-09-10）.